# Clavus glaucozona
Clavus glaucozona é uma espécie de gastrópode do gênero Clavus, pertencente a família Drilliidae.